# Batocera numitor
Espèce
Batocera numitor est une espèce de coléoptères de la famille des Cerambycidae (capricornes). Il a été décrit par Edward Newman en 1842. Il est connu du Népal au Sri Lanka, en Asie du Sud-est et en Chine. Il se nourrit aux dépens de plantes comme le Manguier et le Paisang (Quercus griffithii (en)).

## Sous-espèces
- Batocera numitor ferruginea Thomson, 1858
- Batocera numitor loki Kriesche, 1915
- Batocera numitor numitor Newman, 1842
- Batocera numitor palawanicola Kriesche, 1928
- Batocera numitor sumatrensis Aurivillius, 1922
- Batocera numitor titana Thomson, 1895